# Israel Elejalde
Israel Elejalde (Villaverde, 10 dicembre 1973) è un attore spagnolo, principalmente attivo in campo teatrale con incursioni televisive e cinematografiche, che ha riscosso notevole successo nel film Magical Girl del 2014, conquistando una nomination ai Premi Goya come miglior attore emergente..

## Biografia
Nato nel 1973 a Villaverde, il debutto teatrale di Elejalde è avvenuto al Liceo Juan de Villanueva di Orcasitas. Ha conseguito una laurea in Scienze Politiche mentre studiava recitazione presso il laboratorio di William Layton. Si è formato al Teatro de La Abadía sotto José Luis Gómez e ha studiato regia al RESAD.
Alcune delle sue partecipazioni teatrali più importanti includono Veraneantes, La función por hacer e Misántropo. Principalmente attore, è anche autore e sceneggiatore. Ha avuto una relazione con l'attrice Bárbara Lennie, con la quale ha condiviso il set di Magical Girl, nonché le scene di diversi spettacoli teatrali.
Nel 2021 recita nel film Madres paralelas, interpretando il personaggio di Arturo.

## Filmografia parziale
- Oculto, regia di Antonio Hernández (2005)
- Gente en sitios, regia di Juan Cavestany (2013)
- El gran salto adelante, regia di Pablo Llorca (2014)
- Magical Girl, regia di Carlos Vermut (2014)
- Sicarivs: La noche y el silencio, regia di Javier Muñoz (2015)
- Amarás sobre todas las cosas, regia di Chema de la Peña (2016)
- L'uomo dai mille volti, regia di Alberto Rodríguez Librero (2016)
- Piano di fuga (Plan de fuga), regia di Iñaki Dorronsoro (2016)
- El silencio de los objetos, regia di Ivan Rojas (2019)
- Madres paralelas, regia di Pedro Almodóvar (2021)

## Doppiatori italiani
- Simone D'Andrea in Madres paralelas